# Palapeli
Palapeli è una simulatore di puzzle. Il videogioco è software libero, open source.

## Modalità di gioco
Il giocatore dovrà ricostruire un'immagine incastrando tra loro tutti i pezzi del puzzle. Il gioco riporta un numero limitato di puzzle di esempio già presenti, ma è possibile importare qualsiasi immagine e da essa far generare un puzzle da 4 a 10.000 pezzi, che può anche essere esportato e condiviso con altri giocatori. I pezzi possono avere la forma di un puzzle classico, essere semplici rettangoli o pentagoni o esagoni o rombi-triesagonali o irregolari, con o senza tasselli; inoltre è possibile regolare le dimensioni del pezzo (ad esempio per un tassello rettangolare è possibile impostare la larghezza e l'altezza), più altri parametri come la curvatura di ogni pezzo.
Durante il gioco è possibile nascondere e visualizzare l'anteprima, per poter vedere il disegno che si deve ottenere. Quando si avvicinano due pezzi e l'aggancio è corretto, allora si agganceranno tra loro in automatico e non sarà più possibile separarli. Questo vuol dire che non sarà possibile unire tra loro pezzi in modo errato. Una barra viene colorata man mano che il puzzle viene completato, indicando così la percentuale completata e quella mancante. Durante il gioco è possibile ingrandire o rimpicciolire la visuale, selezionare/deselezionare più pezzi, spostare i pezzi in più contenitori, ordinare i pezzi, ...
Sono presenti strumenti ed accorgimenti per riuscire a giocare con puzzle di grosse dimensioni (da 300 a 10.000 pezzi). Se un puzzle di grosse dimensioni risulta lento, allora per velocizzarlo lo si può ricreare evitando di selezionare la smussatura dei bordi e l'ombreggiatura.
Il videogioco può essere giocato da un solo giocatore per volta, per giocare bisogna usare il mouse, ma per alcune azioni, più avanzate, è necessario anche l'uso contemporaneo della tastiera. Il gioco, distribuito con licenza GNU GPL versione 2.0 o successiva è disponibile per Linux. Il gioco è presente già pacchettizzato in diverse distribuzioni GNU/Linux o è possibile compilarlo direttamente dai sorgenti.
Ultima versione pubblicata: 2.1.24052 del 4 luglio 2024.

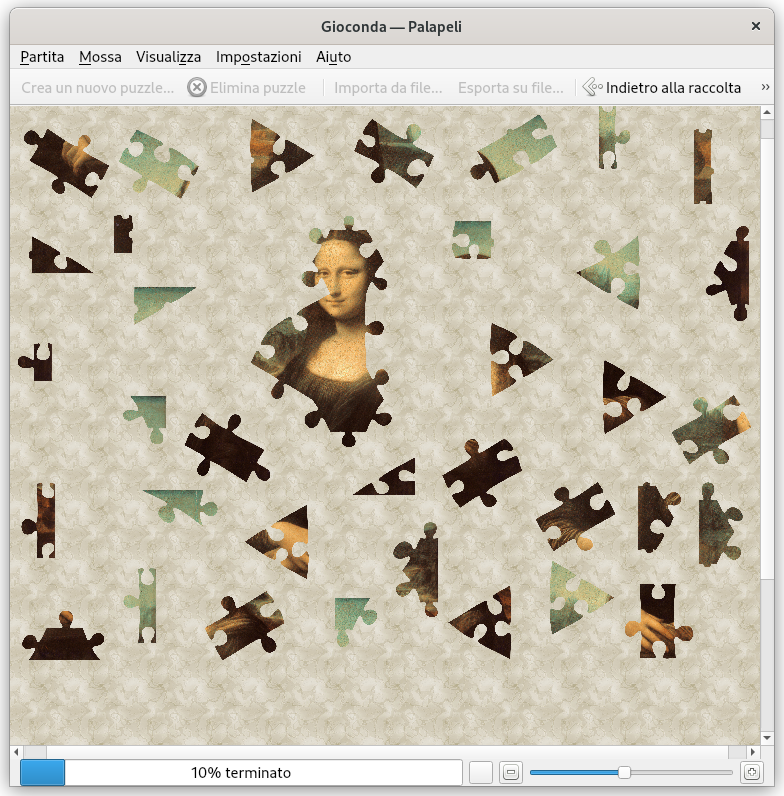
Puzzle "La Gioconda" con pezzi triesagonali

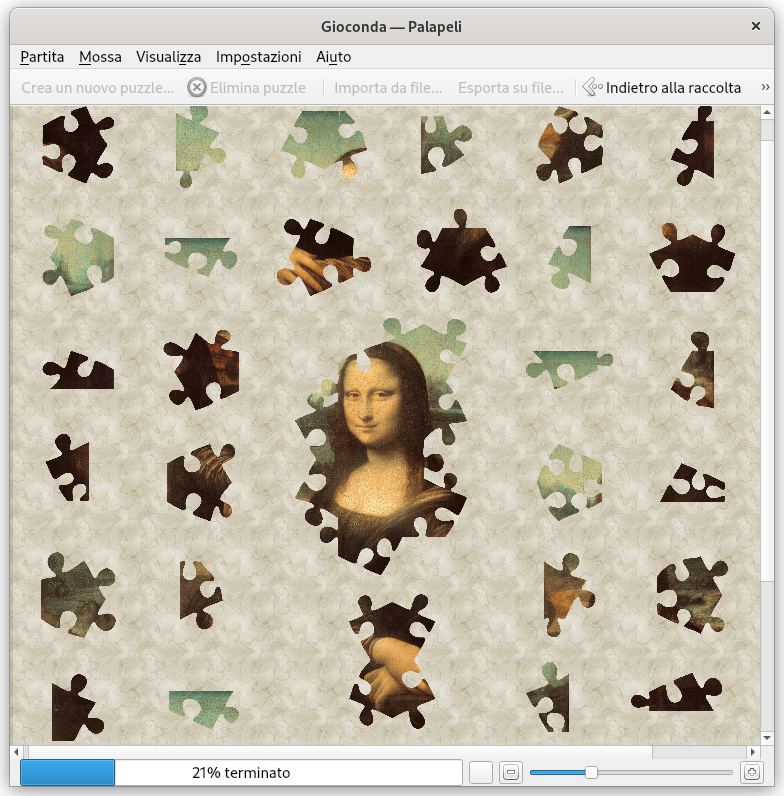
Puzzle "La Gioconda" con pezzi pentagonali

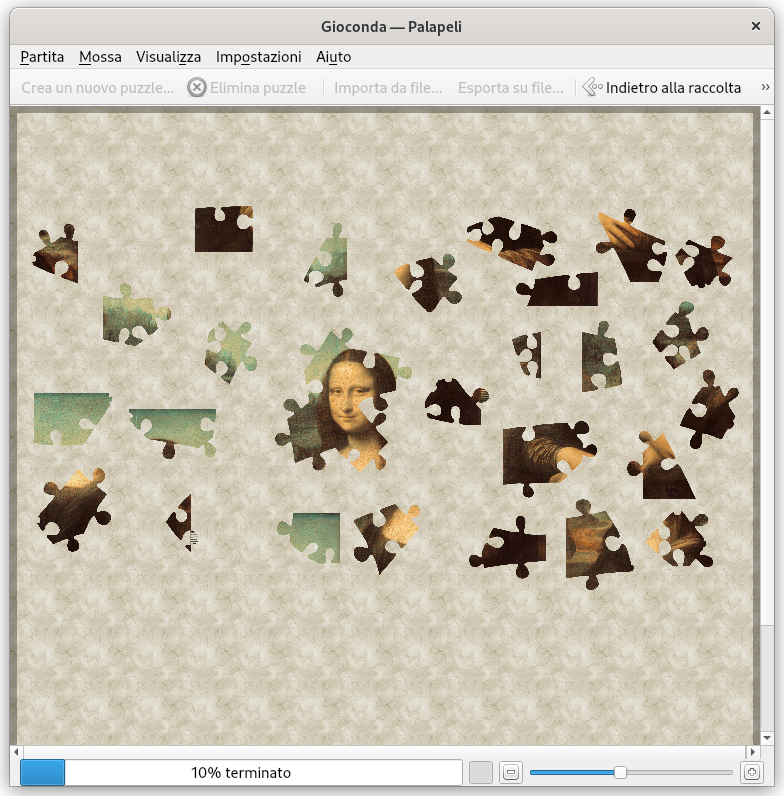
Puzzle "La Gioconda" con pezzi irregolari

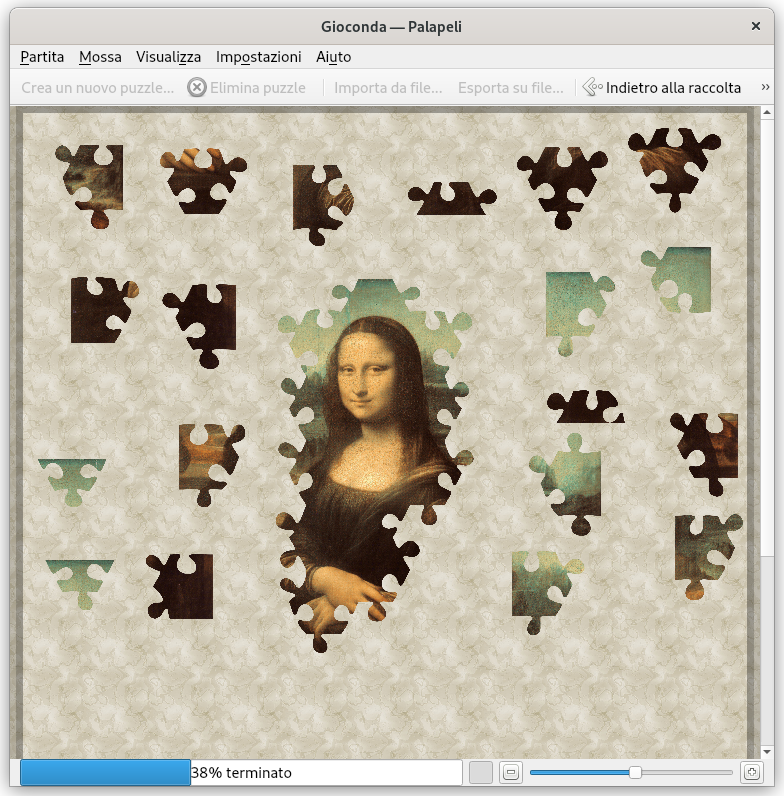
Puzzle "La Gioconda" con pezzi esagonali